# Bork havn (film)
Bork havn er en film instrueret af Lars Brydesen.

## Handling
Bork Havn - en afkrog ved Ringkøbing Fjord.